# Пюукёнен, Лаури
Лаури Пюукёнен (фин. Lauri Pyykönen; род. 20 апреля 1978, Пирккала, Финляндия) — финский лыжник, участник Олимпийских игр в Турине и четырёх чемпионатов мира, призёр этапов Кубка мира. Ярко выраженный специалист спринтерских гонок. 
В Кубке мира Пюукёнен дебютировал 7 марта 1999 года, в декабре 2002 года первый раз попал в тройку лучших на этапе Кубка мира, в спринте. Всего имеет на своём счету 2 попадания в тройку лучших на этапах Кубка мира, оба в спринте. Лучшим достижением Пюукёнена в общем итоговом зачёте Кубка мира является 26-е место в сезоне 2002/03, в том же году он стал третьем в спринтерском зачёте. 
На Олимпийских играх 2006 года в Турине был 27-м в спринте свободным ходом, 54-м в гонке на 15 км классическим стилем и 5-м в командном спринте классикой.
За свою карьеру участвовал в четырёх чемпионатах мира, лучший результат 12-е место в спринте на чемпионате мира 2003 года.
Использовал лыжи производства фирмы Madshus, ботинки Salomon. Завершил спортивную карьеру в 2007 году.